# ステアリン
ステアリン(Stearin)またはトリステアリン(Tristearin)、グリセリルトリステアラート(Glyceryl tristearate、トリステアリン酸グリセリル)は、3つのステアリン酸ユニットからなるトリグリセリドである。ほとんどのトリグリセリドは、少なくとも2つ以上、通常は3つの異なる脂肪酸に由来する。他のトリグリセリドと同様に、ステアリンは3つの多形で結晶化する。ステアリンの場合、融点はそれぞれ54℃（α型）、65℃、72.5℃（β型）である。

## 生産
ステアリンは、牛肉の加工過程の副産物である動物脂肪から得られる。また、ヤシ等の熱帯植物でも見られる。獣脂や他の脂混合物を圧搾して乾式分別することで部分的に精製でき、ステアリンに富む高融点の物質を液体（典型的にはオレイン酸由来の脂肪に富む）から分離することができる。エステル交換の後、再びその高い融点を利用して、平衡混合物からステアリンを除去することができる。
ステアリンは肝油を抽出する過程の副産物としても得られ、-5℃以下での冷却過程で肝油から除去される。

## 利用
ろうそくや石鹸製造の際の硬化剤として用いられる。石鹸製造の際には、水酸化ナトリウム水溶液にステアリンが混合される。下記の反応により、ほとんどの石鹸の主原料であるグリセリンとステアリン酸ナトリウムが生成する。
C3H5(C18H35O2)3 + 3 NaOH → C3H5(OH)3 + 3 C18H35OONa